# Olof Eriksson (heraldiker)

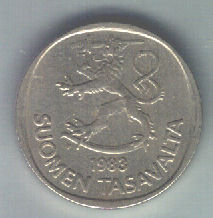
Enmarksmyntets åtsida från 1964, ritat av Olof Eriksson.

Olof Werner William Eriksson, född 5 april 1911 i Helsingfors, död där 27 maj 1987, var en finländsk heraldisk konstnär.
Eriksson, som var son till professor Verner Thomé och Selma Sofia Eriksson, studerade vid Konstindustriella skolan 1933–1936. Han var tecknare och textare vid Stockmanns dekorationsavdelning 1937–1948, reklamtecknare vid Kauppamainos 1948–1949 och vid Stockmann 1949–1968. Han var lärare i heraldik, textning och grafisk stillära vid Konstindustriella läroverket 1950–1975. Han var viceordförande i Heraldiska sällskapet i Finland 1956–1965 och ordförande 1965–1976 samt styrelsemedlem i Finlands tecknarförbund 1949–1953 och 1960–1963.
Eriksson ritade drygt 90 av Finlands kommun- och stadsvapen samt flera köpingsvapen, vilket gör honom till en av de mest anlitade finländska heraldikerna under 1900-talet. Han formgav även det nuvarande Finlands statsvapen, vars förebild är det lejonvapen som finns på Gustav Vasas gravmonument i Uppsala. Ett annat känt objekt var den länge i bruk varande 1-marksslanten, introducerad 1964, som han formgav tillsammans med skulptören Heikki Häiväoja. Eriksson ritade också bland annat postkort, släktvapen och ex libris-märken. Han utgav Tekstauskirja (tillsammans med Ahto Numminen, 1960). Han tilldelades Pro Finlandia-medaljen 1965.

## Fotnoter
1. 1 2  ČSFD person-ID: 111624, läst: 9 oktober 2017.[källa från Wikidata]